# 1814年英荷条约
1814年英荷条约（英語：Anglo-Dutch Treaty of 1814，荷兰语：Verdrag van Londen）是英国和荷兰于1814年8月13日在伦敦签署的條約。
英國通過该条约將拿破仑战争爆发前荷兰人位於美洲、非洲和亚洲的殖民地歸還給荷蘭，但好望角和南美的幾個定居点除外，不過荷兰人在這些地方保留了贸易权。该条约由英国代表卡蘇里子爵羅伯特·史都華和荷兰代表亨德里克·法格尔（Hendrik Fagel）签署。